# ماركوس شوب
ماركوس شوب (بالألمانية: Markus Schopp)‏ (مواليد 22 فبراير 1974) هو لاعب كرة قدم. يلعب مع منتخب النمسا لكرة القدم. سبق له أن لعب في كأس العالم لكرة القدم مع منتخب بلاده.

## مسيرته الكروية
لعب ماركوس شوب خلال مسيرته الاحترافية مع 5 أندية في سبعة عشر موسمًا وسجل خلالها 42 هدفًا ضمن 364 مباراة. حيث فاز في موسمين بالكأس وفي موسمين بالدوري.
خاض ماركوس شوب مسيرته مع نادي شتورم غراتس في موسم 1992–93 في المرة الأولى ليلعب معه أربعة مواسم ثم في موسم 1997–98 ليلعب معه أربعة مواسم، مشاركًا طوالها في 203 مباراة سجل خلالها 30 هدف. ثم انتقل إلى نادي هامبورغ في موسم 1996–97 ولمدة موسمين، حيث شارك في 40 مباراة سجل خلالها 3 أهداف. لينتقل بعدها إلى نادي بريشيا في موسم 2001–02 ليلعب معه أربعة مواسم، مشاركًا في 80 مباراة سجل خلالها 3 أهداف أيضًا. ثم انتقل إلى نادي ريد بول سالزبورغ في موسم 2005–06 لمدة موسم واحد، مشاركًا في 31 مباراة سجل خلالها 6 أهداف. هذا وانتقل لاحقًا إلى نادي نيويورك ريد بولز في عامي 2006-2008 ولمدة موسمين، مشاركًا في 10 مباريات ولم يسجل أي هدف.

## روابط خارجية
- ماركوس شوب على موقع الاتحاد الدولي (مؤرشف)  (الإنجليزية)
- ماركوس شوب على موقع الاتحاد الأوربي (الإنجليزية)
- ماركوس شوب على موقع الدوري الأمريكي (الإنجليزية)
- ماركوس شوب على موقع إي إس بي إن إف سي (الإنجليزية)
- ماركوس شوب على موقع إي إس بي إن إف سي (الإنجليزية)
- ماركوس شوب على موقع قاعدة بيانات كرة القدم.إي يو (الإنجليزية)
- ماركوس شوب على موقع ناشيونال فوتبول تيمز (الإنجليزية)
- ماركوس شوب على موقع عالم كرة القدم.نت (الإنجليزية)
- ماركوس شوب على موقع كووورة